# Didahe
Didahe (grčki: Διδαχή, Didakhḗ — učenje; punim imenom: Διδαχὴ Κυρίου διὰ τῶν δώδεκα ἀποστόλων, Didakhḕ Kyríou dià tōn dṓdeka apostólōn, latinski: Doctrina duodecim apostolorum — učenje gospodnje apostola) je ranohrišćanski spis. Većina stručnjaka kao vrijeme njegovog nastanka navodi kraj prvog ili početak drugog stoljeća. U pitanju je anonimno djelo više autora, jedna vrsta pastoralnog priručnika.
Spis se sastoji od tri glavna dijela:
- moralnog,
- disciplinskog i
- liturgijskog.

Neki su ga crkveni oci smatrali dijelom Novog zavjeta, dok su ga drugi odbacivali kao neautentičan ili nekanonski, pa na kraju nije ušao u Novozavjetni kanon, osim kod Etiopijske crkve čiji kanon sadrži spis Didascalia koji se temelji na Didahe. Katolička crkva je Didahe prihvatila kao dio zbirke apostolskih otaca.

## Spoljašnje veze
- „Didahi učenje dvanaestorice apostola”. Архивирано из оригинала 21. 07. 2013. г. Приступљено 29. 06. 2012.